# حسن ولید
حسن ولید (انگلیسی: Hassan Waleed؛ زادهٔ ۶ نوامبر ۱۹۹۷) یک ورزشکار است.